# 近藤信司
近藤 信司（こんどう しんじ、1948年2月9日 - ）は、日本の文部官僚。公益財団法人文教協会代表理事。
文部科学審議官（文教担当）、文化庁長官、国立教育政策研究所長、独立行政法人国立科学博物館長などを歴任。2019年、瑞宝重光章受章。

## 人物
1971年文部省入省。岡山県出向、中学校教育課、体育課の課長補佐を経て1990年初等中等教育局小学校課長。健康教育課長、大学課長から官房三課長の大臣官房総務課長となる。2000年大臣官房長。生涯学習政策局長、初等中等教育局長、文部科学審議官を経て河合隼雄の病気退任により2006年文化庁長官に就任。2007年国立教育政策研究所長。国立科学博物館長を2009年～2013年まで務めていた。公益財団法人「文教協会」代表理事も務めていた。

## 略歴
- 栄光学園高等学校卒業
- 東京大学法学部卒業。
- 1971年7月 文部省入省。大学学術局大学課
- 1973年4月　初等中等教育局教科書管理課
- 1975年7月　体育局学校給食課指導計画係長
- 1977年4月　大臣官房会計課総務班法規第二係長
- 1979年4月　岡山県教育委員会文化課長
- 1981年4月　臨時行政調査会調査員
- 1983年4月　初等中等教育局中学校教育課課長補佐
- 1984年11月　体育局体育課課長補佐
- 1985年12月　大臣秘書官事務取扱
- 1986年7月　大臣官房総務課副長
- 1988年6月　高等教育局私学部私学行政課専修学校企画官
- 1988年7月　生涯学習局生涯学習振興課専修学校教育振興室長
- 1990年1月 初等中等教育局小学校課長。
- 1992年7月 体育局学校健康教育課長。
- 1994年7月 高等教育局大学課長。
- 1996年7月 大臣官房総務課長。
- 1997年7月 大臣官房審議官（初等中等教育局担当）。
- 1998年7月 文化庁次長。
- 2000年6月 文部省大臣官房長。
- 2001年1月 文部科学省生涯学習政策局長。
- 2003年7月 初等中等教育局長。
- 2004年7月 文部科学審議官。
- 2006年11月1日 文化庁長官。
- 2007年5月 国立教育政策研究所長。
- 2009年8月1日 国立科学博物館長。
- 2013年3月31日 国立科学博物館長退職[4]。